# MatrixOne
MatrixOne est un éditeur américain de progiciels de PLM plutôt destiné à la gestion de grand nombre de référence (typiquement plus de 10 000).  Il est destiné par exemple à l'industrie pharmaceutique.
Cette société a été rachetée en 2006 pour 408 millions de dollars par le groupe Dassault Systèmes, et fait désormais partie de l'offre ENOVIA V6.